# Blauvac
Blauvac es una comuna francesa situada en el departamento de Vaucluse, en la región de Provenza-Alpes-Costa Azul.

## Demografía
| 198 | 198 | 215 | 228 | 274 | 337 | 535 |
| Para los censos de 1962 a 1999 la población legal corresponde a la población sin duplicidades (Fuente: INSEE [Consultar]) |     |     |     |     |     |     |